# District de Xingqing
Le district de Xingqing (兴庆区 ; pinyin : Xīngqìng Qū) est une subdivision administrative de la région autonome du Ningxia en Chine. Il est placé sous la juridiction de la ville-préfecture de Yinchuan dot il couvre le centre-ville.
Les principaux monuments historiques sont la pagode Haibao, la pagode du temple Chengtian et le pavillon Yuhuang.